# Столярчук Андрій Ярославович
Андрій Ярославович Столярчук (нар. 4 липня 2004, Львів, Україна) — український футболіст, півзахисник.

## Клубна кар'єра
Народився у Львові. Футбольний шлях розпочав у львівських «Карпатах», де його першим тренером став Віталій Пономарьов. Після цього перейшов до академії «Руху».
У вересні 2020 року підписав контракт з «Рухом». Спочатку виступав за юнацьку команду львів'ян. У складі «Руху» 14 вересня 2022 року дебютував у Юнацькій лізі УЄФА, в переможному (1:0) домашньому поєдинку 1-го раунду проти любінського «Заглембє». Андрій вийшов на поле в стартовому складі, на 14-й хвилині отримав жовту картку, а на 51-й хвилині його замінив Олексій Товарницький. Єдиним голом за команду U-19 у юнацькій лізі УЄФА відзначився 26 жовтня 2022 року на 4-й хвилині переможного (3:1) виїзного поєдинку другого раунду проти стамбульського «Галатасараю». Столярчук вийшов на поле в стартовому складі та відіграв увесь матч. Загалом у Юнацькій лізі УЄФА зіграв 6 матчів, відзначився 1-м голом.
За першу команду львівського клубу дебютував 24 квітня 2023 року в переможному (3:2) домашньому поєдинку 22-го туру проти «Дніпра-1». Андрій вийшов на поле на 72-й хвилині замість Едсона. У сезоні 2022/23 року виходив на поле у 2-х матчах вищого дивізіону чемпіонату України. Наступного сезону потрапляв до заявки першої команди на матчі Прем'єр-ліги, але на поле не виходив. Зіграв лише в 1-му поєдинку кубку України. Натомість отримував ігрову практику в резервній команді львів'ян. Першим голом у дорослому футболі відзначився 19 травня 2024 року на 88-й хвилині нічийного (1:1) виїзного поєдинку 29-го туру Другої ліги України проти мирівської «Дружби». Столярчук вийшов на поле в стартовому складі та відіграв увесь матч. У сезоні 2023/24 років зіграв 8 матчів (1 гол) за «Рух-2» у Другій лізі України.
Перше коло сезону 2024/25 провів в оренді у першоліговому «Поділлі» (Хмельницький). Взимку повернувся до «Руху», протягом зимової перерви грав за «Рух-2» на Меморіалі Ернеста Юста. 10 березня клуб оголосив про розірвання угоди зі Столярчуком за згодою сторін.

## Кар'єра в збірній
Викликався до табору юнацької збірної України (U-16), але за команду так і не зіграв жодного поєдинку.